# Фобофобия
Фобофобия (новолат. phobophobia от др.-греч. φόβος — «страх») — психопатологический симптом, заключающийся в боязни (фобии) страхов, боязни появления страха. Чаще всего, фобофобия диагностируется и лечится как часть тревожного расстройства. 
Фобофобия может возникнуть из-за внутренних стрессов и тревожности, связанных с пережитым травмирующим опытом. Обычно человек испытывает панику даже при мысли о том страхе, который вызвал фобофобию, и, соответственно, старается избегать его. 

## Развитие фобии
Фобофобия может возникнуть из-за тревожности по поводу страхов, которые возникли вследствие эмоциональных травм. Если человек испытывает крайнюю тревогу по отношению к другой фобии, он может начать бояться, что его психологическое состояние может ухудшиться. Кроме того, фобофобия может развиться, если тревожные расстройства не лечатся, что создает предрасположенность к другим фобиям.
Развитие фобофобии также может быть связано с индивидуальными особенностями пациента, такими как генетическая предрасположенность, возрастные факторы, личностные особенности, культурное влияние внутри семьи и за ее пределами, физиологические особенности и биохимические факторы.

## Симптомы
Фобофобия имеет общие симптомы со многими другими тревожными расстройствами, в частности с паническими атаками и генерализованным тревожным расстройством.

###### Физиологические
- Головокружение
- Потоотделение
- Мидриаз
- Побледнение
- Дрожь
- Учащенное сердцебиение
- Одышка

###### Когнитивные
- Тревога
- Паника
- Беспокойство насчет нарастающих страхов

## Лечение
Доказано, что существует много методов лечения фобофобии, и в основном используются те, которые применяются к лечению панических атак и других фобий, поскольку пациенты с паническим расстройством ведут себя так же, как и пациенты с фобиями, воспринимая свой страх как совершенно иррациональный. Методы, основанные на подвергании обследуемых их же фобиям, на протяжении многих лет составляли основу арсенала психотерапевтов при лечении фобий. Существует два подхода к интероцептивному воздействию на пациентов:
- Парадоксальная интенция: Этот метод особенно эффективен для лечения страха перед фобиями и теми объектами, которых они боятся, а также тех ощущений, которых они опасаются. Этот метод включает в себя воздействие стимулов, вызывающих страх, которые они избегают. Эта техника основана на воздействии и помогает врачу направить пациента к преодолению своих страхов, не чувствуя опасности.
- Искусственные симптомы: При приеме внутрь различных химических веществ, таких как кофеин, CO2-O2 или адреналин, запускаются некоторые симптомы, которые пациент испытывает при фобофобии, такие как учащенное сердцебиение и дыхание, парестезия. Поначалу будут возникать приступы паники, но со временем, как показывает исследование, проведенное доктором Гризом и Ван ден Хаутом, пациент не проявляет страха перед соматическими ощущениями и приступами паники и, в конечном счете, перед его фобией.[3]

Для естественного проявления симптомов используются техники релаксации и контроля дыхания. Пациент стремится контролировать соматические ощущения, вызывающие страх, чтобы уменьшить последствия фобофобии. Этот метод полезен в сочетании с другими методами, поскольку сам по себе он не лечит другие основные проблемы фобофобии.